# Недослов
«Недослов» — московский театр неслышащих актёров. Образован 14 января 2003 года на базе выпускного курса РГСАИ (Российской государственной специализированной академии искусств), единственного в мире ВУЗа, где готовят актеров с нарушениями слуха. Дипломный спектакль выпускников по притче Ричарда Баха «Чайка по имени Джонатан Ливингстон» стал первым спектаклем новообразовавшегося театра «Недослов». Помимо театрального факультета в РГСАИ есть музыкальный и художественный факультет, где учатся музыканты с нарушениями зрения и художники с нарушениями опорно-двигательной системы. Стоит отметить, что студенты учатся по полноценной программе подготовки «Артистов драматического театра и кино», а преподают им педагоги из Щукинского училища и РАТИ (ГИТИС). Актёров театра «Недослов» отличает особая пластическая выразительность и чувственность движений. Они говорят со зрителем на универсальном языке тела, рук и жеста. Среди актёров, служащих в театре, есть те, кто не слышит совсем ничего, а есть актёры с частичными нарушениями, которые могут слышать достаточно много, особенно если это громкие звуки или громкая речь.
На данный момент в репертуаре театра 7 спектаклей, среди которых есть драматические и музыкальные постановки на жестовом языке. Все спектакли озвучиваются для слышащих зрителей, поэтому понятны абсолютно всем.
В труппе театра на настоящий момент 26 актёров.
Театр «Недослов» активно гастролирует. Спектакли театра были показаны во многих городах России. По этому поводу директор театр Сергей Бидный высказывается так:
В большинстве случаев у человека с серьезными нарушениями слуха после школы один путь — завод. Здесь же, в театре «НЕДОСЛОВ», неслышащие люди играют на сцене, да ещё на таком профессиональном уровне. Мы раскрываем перед ними возможности — показываем, какая может быть жизнь. Для гастролей этого года специально были выбраны удалённые от Москвы города, так как у неслышащих жителей зачастую просто нет финансовой возможности приехать в столицу и увидеть наши постановки, а мы очень хотим мотивировать их на саморазвитие.

## Спектакли

### «Женитьба»
Спектакль на жестовом языке по одноимённой пьесе Николая Васильевича Гоголя «Женитьба».
Режиссёр-постановщик — Юрий Анпилогов. В 1997 году окончил школу-студию МХАТ, мастерская А.Леонтьева. С 1998 года в труппе театра под руководством А. Б. Джигарханяна. В театре «Недослов» с 2015.
Главные роли исполняют: Ирина Христова (Агафья Тихоновна), Олег Рокх (Подколесин Иван Кузмич). В спектакле звучит музыка: «Позарастали стежки-дорожки» — русская народная песня в исполнении Лидии Руслановой, В. А. Моцарт Фортепьянный концерт № 23 «Адажио». Премьера состоялась 4 февраля 2015 года.

### «Песни с окраин Москвы»
Мюзикл по песням Гарика Сукачёва.
Действие происходит накануне перестройки, в одном из советских дворов начала 80-х годов.10 разных персонажей, у каждого из которых своя судьба. В их мир попадает ангел, который хочет сделать всех вокруг счастливыми. В спектакле звучат такие песни известного рок-музыканта, как «О чём поёт гитара», «За окошком месяц май», «Горит огонь», «Дроля», «Знаю я, есть края», «Моя бабушка курит трубку», «Помнишь ли ночь» и другие. Премьера состоялась 19 сентября 2019.
Режиссёр-постановщик — Елена Бидная.

### «Воля Вольная»
Пластический спектакль по мотивам рассказа М. Горького «Макар Чудра»
Спектакль основан на раннем творчестве Горького. Действие разворачивается в цыганском таборе. Спектакль наполнен культурой, танцами и музыкой этого свободолюбивого народа. Премьера состоялась 10 ноября 2014 года.
Режиссёр-постановщик — Елена Бидная.

### «Утиная охота»
Спектакль по одноимённой пьесе Александра Вампилова. Новая интерпретация знаменитой пьесы. В спектакле звучит музыка группы «АукцЫон». Премьера состоялась 27 марта 2015 года.
Режиссёр-постановщик — Заслуженная артистка РФ Юлия Авшарова.

### «Той, которая впервые узнала, что такое дождь»
Пластический спектакль по новеллам Леонида Енгибарова: «Под старыми липами», «Кошка», «Зонтик», «Нет и Да». В спектакле используется музыка «Muse» (оркестровая обработка), произведения Nyman, van Veen, Glass, Tiersen в исполнении Jeroen van Veen. Премьера состоялась 3 апреля 2016 года
Режиссер-хореограф — Елена Бидная, режиссёр-постановщик — Алексей Знаменский.

### «Гамлет. Начало»
Спектакль по трагедии Уильяма Шекспира «Гамлет, принц Датский» в переводе Михаила Лозинского. Премьера состоялась 14 декабря 2016 года
Режиссёр-постановщик — Заслуженная артистка РФ Юлия Авшарова.

### «Малыш и Карлсон»
Спектакль для детей по мотивам пьесы С. Прокофьевой «Малыш и Карлсон, который живет на крыше». Спектакль о детстве, о самом ярком и лучшем периоде жизни, а также о пропасти между детьми и взрослыми, которые разучились верить в чудеса, погрузившись в серые будни жизни. Премьера состоялась 25 декабря 2016 года.
Режиссёр-постановщик — Анна Башенкова.

### «Здесь птицы не поют…»
Спектакль о войне, о расставаниях, встречах и потерях, увиденных глазами мужчин и женщин, сцены боёв и минуты затишья перед битвами, материнские судьбы и невернувшиеся солдаты. Все это переплетено в пластическом рисунке, где каждый актер проживает судьбы разных людей под драматические и глубокие песни, такие как: «Ах, война, что ты подлая сделала…», «На безымянной высоте», «Журавли» и др. Премьера состоялась 12 мая 2017
Режиссёры-постановщики — Анна Башенкова, Елена Бидная.

### «О тебе…»
Концерт по хитам российских и украинских рок-исполнителей. В течение часа в концертном действии поднимается вечная тема любви, затрагиваются проблемы взаимоотношений между мужчинами и женщинами, раскрывается тема терзания души и тела, неизбежность встреч и расставаний. Премьера состоялась 29 ноября 2017.
Режиссёры-постановщики — Анна Башенкова, Елена Бидная.

### «Любовь и голуби»
Новая интерпретация знаменитой одноименной пьесы Владимира Гуркина. Премьера состоялась 12 октября 2019 года.
Режиссёр-постановщик — Анна Башенкова.

### «Господа Головлевы»
В основе спектакля роман М. Е. Салтыкова-Щедрина «Господа Головлёвы» — бесспорного шедевра русской литературы, затрагивающего вечные темы жизни человека. При этом в спектакле, как и в самом романе, существует два слоя: бытовой и не бытовой. Наряду с событиями, происходящими с героями этого произведения, существуют ещё и мысли автора, позволяющие нам подняться над бытом и понять, что эта история имеет прямое отношение к каждому из нас. Премьера состоялась 24 февраля 2020 года. В 2021 году спектакль вошёл в лонг-лист фестиваля «Золотая Маска»
Режиссёр-постановщик — Заслуженная артистка РФ Юлия Авшарова.

## Руководство театра
Башенкова Анна Сергеевна — основатель и бессменный художественный руководитель театра НЕДОСЛОВ.
Режиссёр-постановщик спектакля, ставшего визитной карточкой театра — «КРЫЛЬЯ ДАНЫ ВСЕМ» по мотивам повести Р. Баха «ЧАЙКА ПО ИМЕНИ ДЖОНАТАН ЛЕВИНГСТОН».
Родилась 1 февраля в Новосибирске.
В 1999 г. закончила ТИ им. Б. Щукина (Мастер курса В. Иванов)
1999 г. — по настоящее время — актриса и режиссёр в Театре п/р А. Джигарханяна
Бидный Сергей Исаакович — директор театра.
Родился 6 марта 1979 года в Пензе.
В 2003 году окончил Саратовскую Государственную Консерваторию им. Л. В. Собинова, театральный факультет. Специальность: актер драматического театра и кино. Руководитель курса: Заслуженная артистка России Римма Ивановна Белякова.
2006—2011 — креативный директор ивент-агентства «Бутик идей» (Москва).
2011—2014 — совладелец и генеральный директор агентства Only People (Москва).
С 2016 — директор театра НЕДОСЛОВ.
Ромашкина Варвара Эрастовна — диктор-переводчик, администратор театра, постановщик жестов в спектаклях.
Родилась 27 ноября в Москве.
Окончила Российский государственный социальный университет (РГСУ).
В разное время работала переводчиком жестового языка: Театр-студия мимики и жеста, СКПТБ, Курсы повышения квалификации Всероссийского общества глухих.
С 2010 года руководит отделом переводчиков жестового языка РГСАИ, старший преподаватель кафедры сценической и жестовой речи РГСАИ.
Бидная Елена Олеговна — режиссёр по пластике, хореограф-постановщик.
Родилась 21 июля в Казани.
В 1996 г. окончила школу искусств № 1 г. Энгельса, хореографическое отделение.
В 1997 г. окончила музыкальную школу № 3 г. Энгельса, специальность — виолончель.
В 2003 г. окончила Саратовскую Государственную Консерваторию им. Л. В. Собинова, театральный факультет. Специальность: актер драматического театра и кино. За время обучения была отмечена премией О. П. Табакова и губернаторской стипендией.
В 2003—2005 г.г. обучение в аспирантуре по творческо-исполнительским специальностям в области искусства на Кафедре пластической выразительности актера ТИ им. Б. Щукина Специализация: Педагог высшей школы по пластическим дисциплинам.
В театре НЕДОСЛОВ с 2012 года.